# Alfonso Salazar
Alfonso Salazar (San Fernando de Cádiz, 1968) es un escritor español.

## Biografía
Nacido en San Fernando de Cádiz reside en Granada.

## Obras
En mayo de 2003 publica su primera novela Melodía de arrabal en la editorial Arial con la que abre una serie de novela negra ubicada en Granada bajo el título genérico del 'detective del Zaidín'. En marzo de 2009 publica la segunda, El detective del Zaidín, editada por Ediciones B. En abril de 2013 aparece Golpes tan fuertes y en diciembre de 2014, Para tan largo viaje. Todas ellas son reeditadas en 2019 por la Editorial PG. Publicó la traducción de Consejos a jóvenes escritores de Charles Baudelaire en 2001 y las antologías de poesía Amores sin objeto en 2004, publicada por el Ayuntamiento de Granada y prologada por Ernesto Pérez Zúñiga, y Vida, parte 2 en 2019. En 2022 publica la trilogía de novelas No será este país, "una visión alternativa de la historia de España" y en 2023 el compendio de artículos y cancionero comparado de tango argentino, bolero y copla española, Los géneros del dolor y el abandono.

## Actividades
Realiza habitualmente exposiciones de Poesía Visual. Pertenece al equipo de redacción de la revista de pensamiento y cultura www.olvidos.es. Actualmente colabora en InfoLibre y con La voz de Granada
Ha ofrecido charlas y conferencias en diversas ciudades y en eventos celebrados en España, Portugal, Grecia, Alemania, Francia, India y Marruecos. Fundó la Escuela de Escritura Creativa en Granada que codirige con Alejandro Pedregosa en el año 2016 y en 2003 la Asociación Cultural del Diente de Oro, dedicada a la difusión de la obra del poeta Javier Egea.

## Antologías
- Todo es poesía en Granada. Panorama poético (2000-2015). José Martín de Vayas (antólogo). Granada: Esdrújula Ediciones, 2015.